# Zamek w Skale Podolskiej
Zamek w Skale Podolskiej – znajduje się ponad jarem Zbrucza, na skalnym cyplu dostępnym tylko od strony południowej.

## Historia

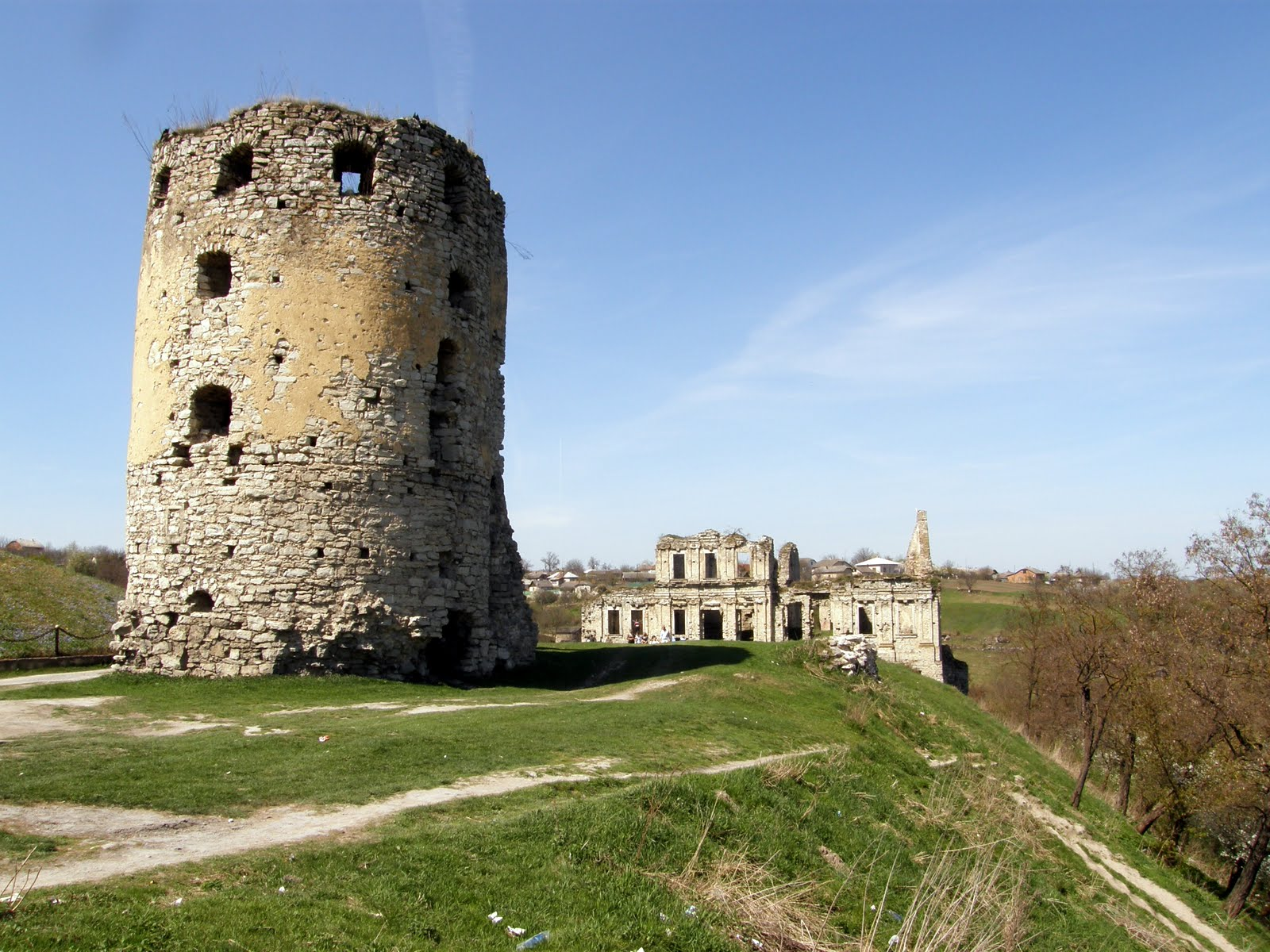
Zamek

Zamek został wzniesiony w XIV w. przez ród książąt Koriatowiczów. Następnie po 1515 r. został znacznie rozbudowany przez Stanisława z Brzezia Lanckorońskiego (1465–1535) herbu Zadora, starostę kamienieckiego, później wojewodę sandomierskiego na polecenie króla Zygmunta Starego. W rodzie Lanckorońskich zamek znajdował się do 1706 roku. Potem właścicielami byli Tarłowie. Z zamku, który zajmował cały cypel pozostała tylko potężna baszta z XVI w., stojąca u nasady cypla.

## Pałac
Ruiny dwukondygnacyjnego pałacu Tarłów, które przedzieliły dziedziniec zamkowy na dwie części: większą południową i mniejszą północną, gdzie znajdują się pozostałości najstarszej części zamku. W 1914 r. Gołuchowscy wybudowali nowy parterowy pałac w innym miejscu.